# Capo di stato maggiore della Marina Militare
Il capo di stato maggiore della Marina Militare  (abbreviato con la sigla CSMM) è il comandante supremo della marina italiana e ha il grado di ammiraglio di squadra con incarichi speciali.

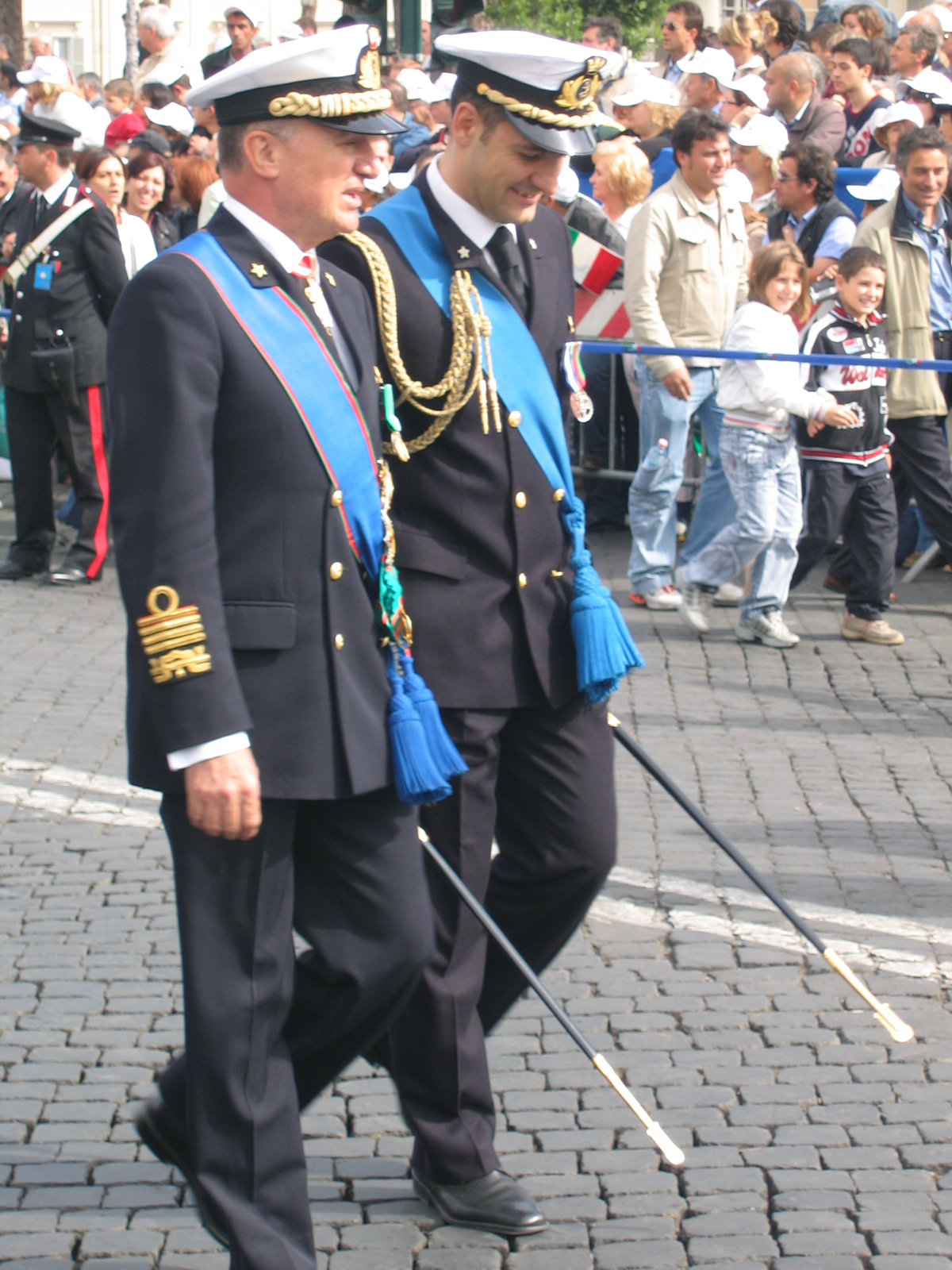
L'ex capo di stato maggiore della marina italiana, ammiraglio di squadra Paolo La Rosa, sulla sinistra alla sfilata del 2 giugno 2006

Il distintivo di grado per paramano è formato da un giro di bitta bordato di rosso, tre binari e una greca; il distintivo per spallino è dorato, formato da quattro stellette, di cui quella superiore bordata di rosso.

Distintivo per paramano per il capo di stato maggiore della marina italiana.
Insegna per controspallina da capo di stato maggiore della marina italiana.
Bandiera di capo di stato maggiore della Marina.

L'attuale capo di stato maggiore della Marina è l'ammiraglio Enrico Credendino.

## Organizzazione
Dal Capo di Stato maggiore della Marina dipendono direttamente:
- Stato maggiore della Marina Militare
- Comando in capo della squadra navale
- Comandi logistici della Marina Militare
  - Comando Marittimo Nord – La Spezia
  - Comando Marittimo Centro e Capitale – Roma
  - Comando Marittimo Sud – Taranto
  - Comando Marittimo Sicilia – Augusta
  - Comando Marittimo Autonomo Ovest - Cagliari
- Comando scuole della Marina Militare
- Raggruppamento subacquei ed incursori "Teseo Tesei"
- Istituto idrografico della Marina
- Corpo delle capitanerie di porto – Guardia costiera

I comandi logistici d'area dipendono per compiti e funzioni territoriali dal Capo di Stato Maggiore della Marina e per compiti e funzioni logistiche dal Comando Logistico della Marina.
Il Raggruppamento subacquei ed incursori ha alle sue dipendenze un gruppo navale speciale, costituito dalle navi appoggio Anteo, Marino e Pedretti, che non sono inquadrate nella Squadra navale.
Il X Gruppo navale costiero, dislocato in Egitto a Sharm el-Sheikh, nella penisola del Sinai, nell'ambito della Multinational Force and Observers, costituito dalle quattro unita da pattugliamento della classe Esploratore, con una delle unità che a turno si trova in cantiere in Italia alle dipendenze del Comando forze ausiliarie di La Spezia, fa adesso parte della Squadra navale, mentre in precedenza era alle dirette dipendenze del Capo di Stato Maggiore della Marina.
Il Corpo delle Capitanerie di Porto dipende gerarchicamente dalla Marina Militare e funzionalmente dal Ministero delle infrastrutture e dei trasporti, dal Ministero dell'ambiente e della tutela del territorio e del mare e dal Ministero delle politiche agricole alimentari e forestali.
| Capo di stato maggiore della Marina Militare | Stato maggiore della Marina                         | Stato maggiore della Marina         | Stato maggiore della Marina | Stato maggiore della Marina | Stato maggiore della Marina | Stato maggiore della Marina |
| Capo di stato maggiore della Marina Militare | Corpo delle capitanerie di porto - Guardia costiera |                                     |                             |                             |                             |                             |
| Capo di stato maggiore della Marina Militare | Raggruppamento Subacquei e Incursori "Teseo Tesei"  |                                     |                             |                             |                             |                             |
| Capo di stato maggiore della Marina Militare | Comando in capo della squadra navale                |                                     |                             |                             |                             |                             |
| Capo di stato maggiore della Marina Militare | Comando Logistico della Marina Militare             | Comando marittimo Nord (La Spezia)  |                             |                             |                             |                             |
| Capo di stato maggiore della Marina Militare | Comando Logistico della Marina Militare             | Comando marittimo Sud (Taranto)     |                             |                             |                             |                             |
| Capo di stato maggiore della Marina Militare | Comando Logistico della Marina Militare             | Comando marittimo Capitale (Roma)   |                             |                             |                             |                             |
| Capo di stato maggiore della Marina Militare | Comando Logistico della Marina Militare             | Comando marittimo Sicilia (Augusta) |                             |                             |                             |                             |
| Capo di stato maggiore della Marina Militare | Comando scuole della Marina Militare                |                                     |                             |                             |                             |                             |
| Capo di stato maggiore della Marina Militare | Istituto Idrografico della Marina                   |                                     |                             |                             |                             |                             |

Al capo di stato maggiore della Marina Militare fanno capo:
- Ufficio generale del personale (MARIPERS)
  - Ufficio coordinamento generale
  - Ufficio finanziario giuridico e sanitario
  - Ufficio segreteria Ufficiali Ammiragli
  - Ufficio benessere e supporto al personale
- Ufficio di coordinamento della vigilanza
- Ufficio per la comunicazione
  - 1ª Sezione: comunicazione esterna
  - 2ª Sezione: comunicazione interna
  - 3ª Sezione: sistemi informativi
- Ufficio generale del centro di responsabilità amministrativa (UGCRAMM)
  - Direzione di commissariato Marina Militare di La Spezia
    - 1º Reparto: amministrativo
      - Ufficio amministrazione del personale
      - Ufficio contabilità e bilancio

    - 3º Reparto: vestiario
    - 4º Reparto: casermaggio
    - 5º Reparto: combustibili e lubrificanti
    - 7º Reparto: acquisti
      - Ufficio contratti

    - Sezione di commissariato Marina Militare di Cagliari
- Ispettorato di sanità della Marina Militare (MARISPESAN), l'ispettorato di sanità della Marina Militare è retto da un ammiraglio ispettore.
  - Centro studi di sanità Marina Militare di La Spezia
  - Centro studi di sanità Marina Militare di Roma
  - Scuola di sanità Marina Militare di Roma
- Ufficio dell'ispettore dell'aviazione per la Marina (UIAV), retto da un generale di brigata aerea, ufficiale pilota dell'Aeronautica Militare.
- Comando carabinieri per la Marina
- Ente circoli della Marina (MARICIRCOLI)
- Ufficio Commissioni di Avanzamento per gli Ufficiali della Marina Militare (MARICAU)
- Uffici Generali delle Commissioni di Avanzamento Marescialli, Sergenti e Volontari in S.P. della Marina Militare (MARICAM - MARICAS - MARICAV)

Gli Uffici di staff: 
- Ufficio generale affari legali (UGAL)
- Ufficio forze speciali e reparti subacquei (UFS)
- Ufficio pubblica informazione e comunicazione (UPICOM)
- Ufficio generale di coordinamento per la prevenzione, la vigilanza antinfortunistica e la tutela ambientale (UGECOPREVA)
- Ufficio pianificazione generale e finanziaria (UPGF).

Gli Uffici di staff dipendono dal capo di stato maggiore ma sono sottoposti al coordinamento funzionale del sottocapo di stato maggiore.

## Sottocapo di stato maggiore
Al capo di stato maggiore della Marina, tramite il sottocapo di stato maggiore fanno capo:
- Segreteria generale MARISTAT
  - Ufficio Comando alla sede (UCS)
  - Ufficio Affari Generali (UAG)
  - Ufficio Generale Infrastrutture (MARIUGINFRA)
  - Ufficio Spazio e Innovazione Tecnologica (USIT)
  - 1º Reparto - personale
  - 3º Reparto - pianificazione e politica marittima
  - 4º Reparto - infrastrutture
  - 5º Reparto - sommergibili
  - 6º Reparto - aeromobili
  - 7º Reparto - navi
  - 8º Reparto - anfibio
  - Reparto C4 e Sicurezza
  - Reparto logistica
  - Ufficio affari giuridici e contenzioso
  - Ufficio pianificazione e programmazione finanziaria
  - Ufficio Storico
    - Museo tecnico navale di La Spezia
    - Museo storico navale di Venezia

Dal dicembre 2021 il Sottocapo di stato maggiore della Marina è l'ammiraglio di squadra Giuseppe Berutti Bergotto.

## Cronotassi dei capi di stato maggiore della Regia Marina
1. 1879 viceammiraglio Guglielmo Errico Maria Acton
2. 1891 viceammiraglio Ferdinando Acton[4]
3. 1896 - 1898 - capitano di vascello Giovanni Bettolo
4. 1898 - 1900 - viceammiraglio Carlo Mirabello
5. 1905 - 1907 - contrammiraglio Gaetano Chierchia[5]
6. 1907 - 1911 - viceammiraglio Giovanni Bettolo
7. 1911 - viceammiraglio Ernesto Presbitero
8. 1911 - 1913 - viceammiraglio Carlo Rocca Rey
9. 1913 - 1915 - viceammiraglio Paolo Thaon di Revel
10. 1915 - 1917 - viceammiraglio Camillo Corsi
11. 1917 - 1919 - ammiraglio Paolo Thaon di Revel
12. 1919 - 1921 - viceammiraglio Alfredo Acton[6]
13. 1921 - 1922 - viceammiraglio Giuseppe De Lorenzi
14. 1922 - 1923 - viceammiraglio Guido Chelotti
15. 1923 - 1925 - ammiraglio di squadra designato d'armata Gino Ducci
16. 1925 - 1927 - ammiraglio d'armata Alfredo Acton
17. 1927 - 1931 - ammiraglio d'armata Ernesto Burzagli
18. 1931 - 1934 - ammiraglio di squadra designato d'armata Gino Ducci
19. 1934 - 1940 - ammiraglio d'armata Domenico Cavagnari
20. 1940 - 1943 - ammiraglio d'armata Arturo Riccardi
21. 1943 - 1946 - ammiraglio di squadra Raffaele de Courten

## Cronotassi dei capi di stato maggiore della Marina Militare
1. 1946 - ammiraglio di squadra Raffaele De Courten
2. 1947 - 1948 - ammiraglio di squadra Francesco Maugeri
3. 1948 - 1955 - ammiraglio di squadra Emilio Ferreri
4. 1955 - 1962 - ammiraglio di squadra Corso Pecori Giraldi
5. 1962 - 1965 - ammiraglio di squadra Ernesto Giuriati
6. 1965 - 1968 - ammiraglio di squadra Alessandro Michelagnoli
7. 1968 - 1970 - ammiraglio di squadra Virgilio Spigai
8. 1970 - 1973 - ammiraglio di squadra Giuseppe Roselli Lorenzini
9. 1973 - 1977 - ammiraglio di squadra Gino De Giorgi
10. 1977 - 1980 - ammiraglio di squadra Giovanni Torrisi
11. 1980 - 1981 - ammiraglio di squadra Mario Bini
12. 1981 - 1984 - ammiraglio di squadra Angelo Monassi
13. 1984 - 1985 - ammiraglio di squadra Vittorio Marulli
14. 1985 - 1988 - ammiraglio di squadra Giasone Piccioni
15. 1988 - 1989 - ammiraglio di squadra Sergio Majoli
16. 1989 - 1992 - ammiraglio di squadra Filippo Ruggiero
17. 1992 - 1993 - ammiraglio di squadra Guido Venturoni
18. 1994 - 1998 - ammiraglio di squadra Angelo Mariani
19. 1998 - 2001 - ammiraglio di squadra Umberto Guarnieri
20. 2001 - 2004 - ammiraglio di squadra Marcello De Donno
21. 2004 - 2006 - ammiraglio di squadra Sergio Biraghi
22. 2006 - 2010 - ammiraglio di squadra Paolo La Rosa
23. 2010 - 2012 - ammiraglio di squadra Bruno Branciforte
24. 2012 - 2013 - ammiraglio di squadra Luigi Binelli Mantelli
25. 2013 - 2016 - ammiraglio di squadra Giuseppe De Giorgi
26. 2016 - 2019 - ammiraglio di squadra Valter Girardelli
27. 2019 - 2021 - ammiraglio di squadra Giuseppe Cavo Dragone
28. 2021 - ammiraglio di squadra Enrico Credendino